# Yangon
|  | Aquest article tracta sobre la ciutat. Vegeu-ne altres significats a «Yangon (desambiguació)». |

Yangon (abans coneguda amb el nom anglès de Rangoon, sovint catalanitzada Rangun; en birmà ရန်ကုန် Rankun mrui pronunciat jàŋɡòũ mjo̰) és la ciutat principal i més poblada de Myanmar, l'antiga Birmània, amb 4.350.000 habitants (2010) i 576 km² de superfície municipal. És a la confluència dels rius riu Rangoon o Yangon i Bago o Pegu, a uns 30 km del golf de Martaban, a 16° 48′ N i 96° 9′ E. Capital tradicional del país, el novembre del 2005 la junta militar birmana va començar a traslladar la capitalitat a la ciutat de Naypyidaw, a la divisió de Mandalay. També és la capital de la divisió de Yangon, de 10.170 km² i 5.420.000 habitants el 1999.
En comparació amb altres ciutats importants del sud-est d'Àsia, Yangon no està gaire desenvolupada. Actualment hi ha un boom de la construcció degut majoritàriament a la influència de la inversió privada, especialment de Singapur i de la Xina. Al centre de la ciutat i a l'àrea metropolitana s'hi han reconstruït o remodelat molts edificis de pisos i centres comercials (els anomenats taik). Yangon té el nombre més gran d'edificis colonials del sud-est d'Àsia, entre els quals destaquen les oficines del Govern, la Cort Suprema, l'Ajuntament, el mercat de Bogyoke i l'Hospital General, tots els quals recentment restaurats o en procés de restauració. Els barris perifèrics com Thaketa o les "noves ciutats" (myo-thit) són àrees pobres amb un marcat caràcter suburbial.
A part dels edificis colonials britànics esmentats, Yangon destaca per les seves pagodes de cúpules daurades, entre les quals les de Shwedagon i Sule, a part de les de Chaukhtatgyi i Kyaukdawgyi. Altres llocs notables són la Universitat, la catedral de Santa Maria, el Monument als Aliats, el Zoològic i els llacs de Kandawgyi i Inya.
L'Aeroport Internacional de Yangon és a 19 km del centre de la ciutat.

## Història

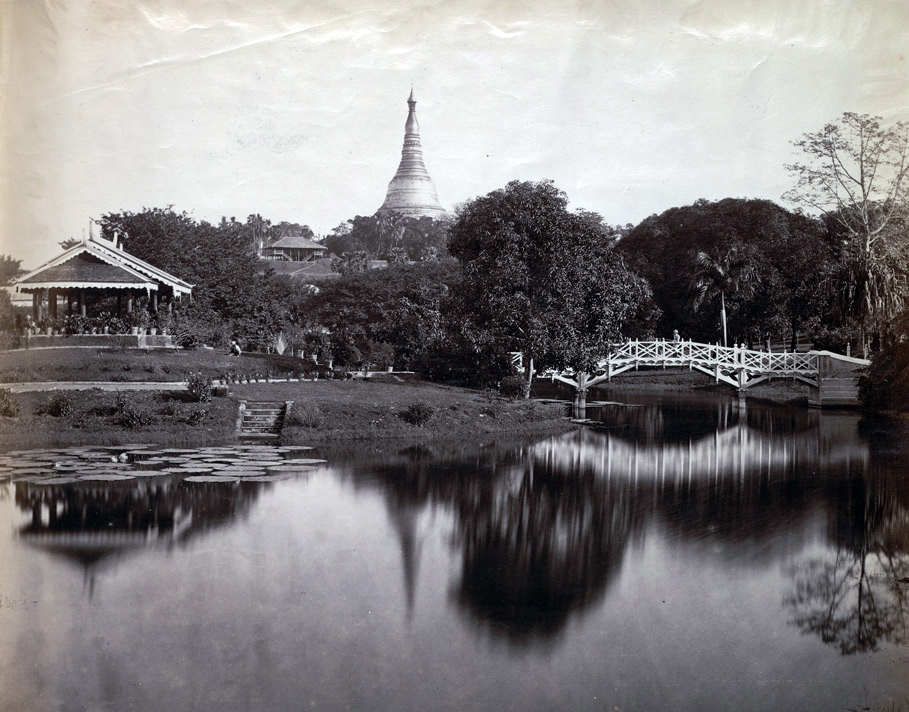
Una vista dels Cantonment Gardens el 1868 (actualment jardins Kandaw Minglar)

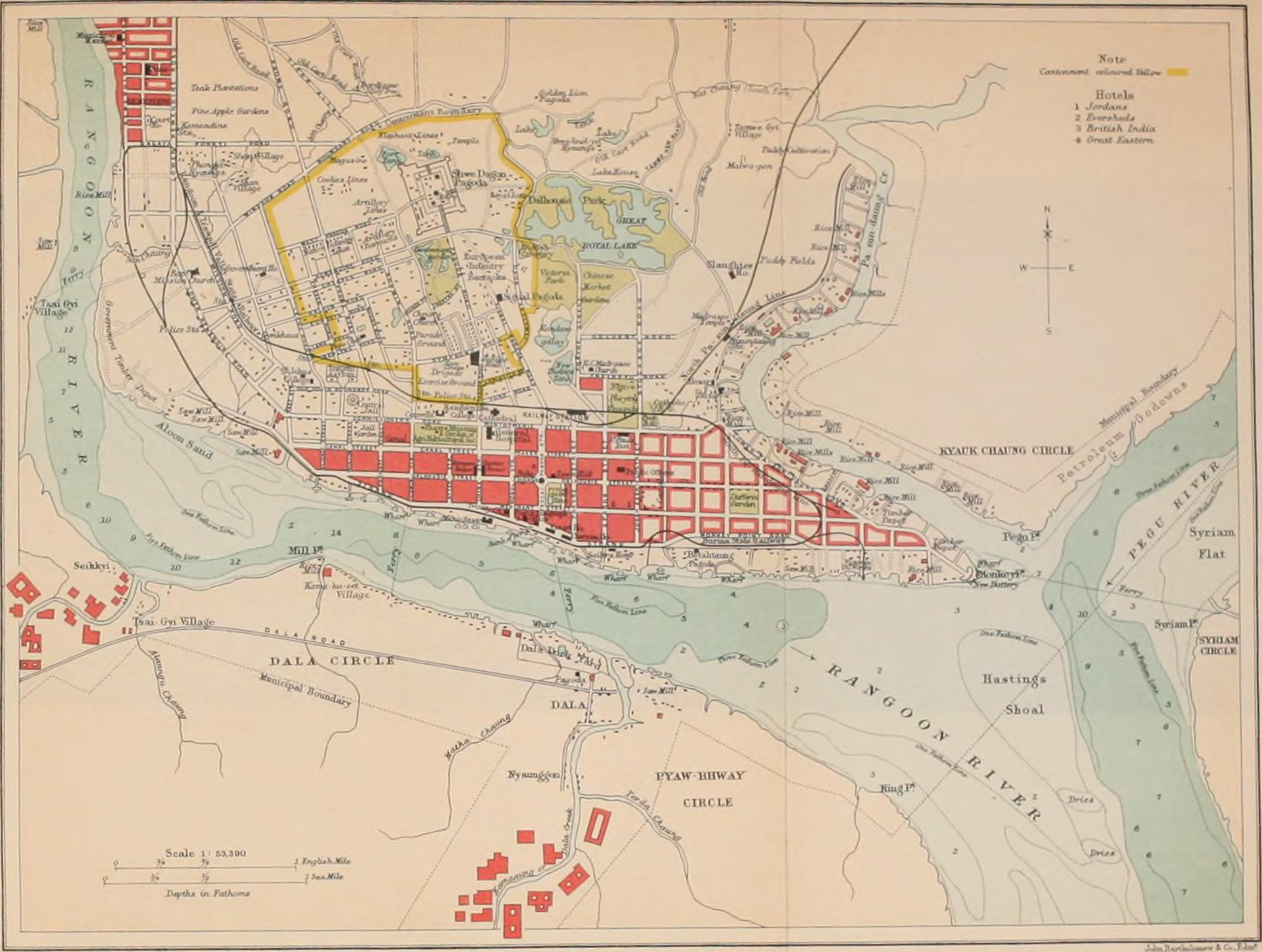
Mapa de Yangon i el seu entorn (1911)

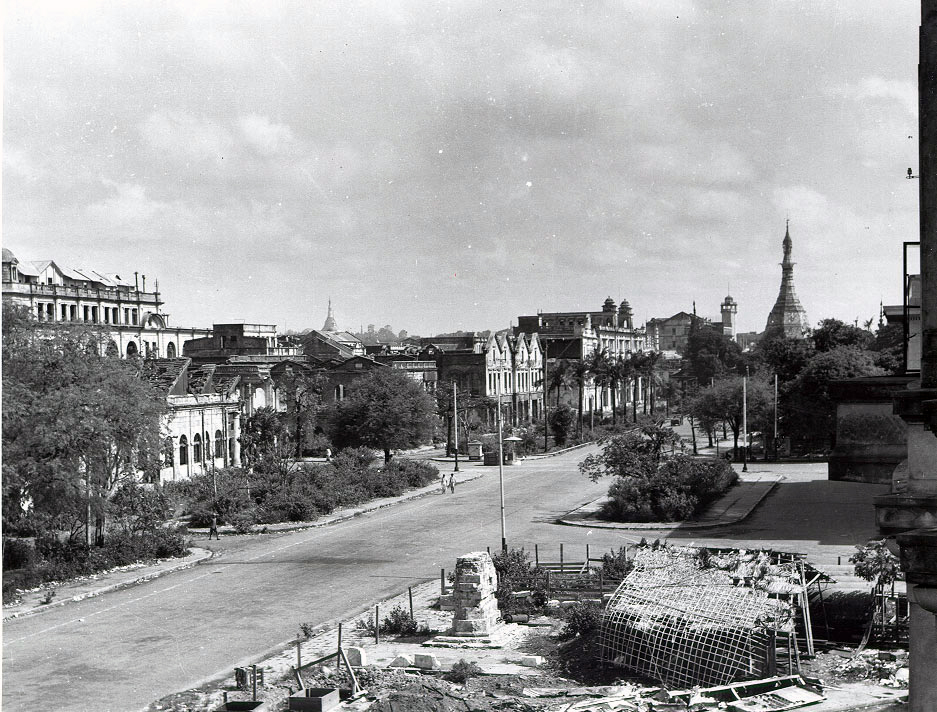
Danys al centre de Yangon després de la Segona Guerra Mundial

Segons les tradicions mons el primer poble en el lloc, anomenat Dagon, fou fundat el 585 aC per dos germans: Pu i Ta-paw, que van rebre alguns cabells de Sidartha Gautama d'ell mateix i els van guardar a la famosa pagoda de Shwe-Dagon.
Punnarika, que va regnar a Pegu del 746 al 761 hauria refundat la població que va anomenar Aramana, però més tard va recuperar el nom de Dagon. Consta que fou ocupada pels birmans el 1413. Bya-nya-kin, fill de Razadirit (1385-1423) fou nomenat governador; la seva germana Shin-tsaw-bu, hi va construir un palau el 1460; encara ara un festival en honor seu se celebra cada any. Progressivament la població va esdevenir una sèrie de llogarets aïllats un de l'altra. Da-la, un suburbi a la dreta del Hlaing, i Syriam, a la part oposada del riu Pegu, són esmentades sovint, però de la mateixa Dagon no es diu res o molt poc. Gaspar Balbi, que va anar a Pegu el 1579-1580, va escriure sobre Dagon:
| « | Després de desembarcar, van començar a anar pel costat dret d'un gran carrer en el qual vam veure cases de fusta, de color daurat i adornades am delicats jardins al seu costat, on tenien els talapoing (les paelles) mirant a la pagoda o varella de Dogon; el costat esquerre estava cobert per portal i tendes... i per aquest carrer s'anava cap a la pagoda a un parell de kilòmetres, a vegades sota cases pintades o a vegades per carrer obert on es podia caminar lliurement. | » |

Els anglesos, holandesos i francesos van tenir factories a Than-lyin, més coneguda com a Syriam, a l'altre costat del riu; els oficials al càrrec comunicaven amb la cort talaing a Pegu a través del governador de Dagon, el qual en orde d'estar preparat per suprimir qualsevol conflicte entre les factories europees (cadascuna de les quals s'esforçava per aconseguir el màxim de benefici pel seu propi estat), va rebre amplis poders, esdevenint la segona persona del regne després del mateix rei.
En les guerres entre els reis de Pegu i els birmans, Dagon va canviar diverses vegades de mans. El 1763 Alaung-paya o Alompra va expulsar els talaings del Regne d'Ava i després va conquerir el regne talaing. Va entrar a Dagon i va restaurar la gran pagoda. Alaung-paya va reconstruir la ciutat a la qual va batejar com Ran-kun (literalment "El final de la guerra" mentre Yangon deriva de yan i koun que vol dir "ciutat sense enemics") on va establir un virrei. El nom Ran Kun fou deformat pels europeus (de fet pels britànics) a Rangoon; encara que seu d'un virregnat va restar poc més que una sèrie de cases per sobre el nivell de la marinada baixa. Fins al 1790 va ser objecte de lluites entre birmans i mons; en aquest darrer any la ciutat fou ocupada pels mons aixecats, però la revolta fou sufocada pel rei Min-tara-gyi o Bo-daw Paya.
En aquest període els britànics van obtenir dret a obrir factoria a Rangoon. El 1794 van esclatar conflictes en el govern birmà i la Companyia Britànica de les Índies Orientals sobre Chittagong i Arakan, i el coronel Symes fou enviat en ambaixada a Ava; un dels resultats de la missió fou el nomenament d'un resident britànic a Rngoon el 1798. Symes va descriure també la ciutat:
| « | S'estén sobre la riba del riu per un parell de kilòmetres i l'amplada es de mig km com a màxim, estan rodejada d'una alta muralla d'estaques que a la part nord es complementa amb una rasa que pot ser passat per un pont; en aquesta part hi ha dues portes i als altres costats només una. A la part sud, cap al riu... hi ha un nombre de cabanes i tres embarcadors amb grues per descarregar materials. Una bateria de 12 canons i nou trituradores estaven a la riba, dominant el riu però tant els canons com els accessoris estaven en tant males condiciones que difícilment es podien utilitzar. Els carrers de la ciutat són estrets i inferiors en molt als de Pegu, però nets i ben pavimentats; hi ha nombrosos canals per conduir l'aigua de pluja sobre els quals s'havien posat forts taulons per impedir la seva obstrucció. Les cases estaven aixecades en pals clavats al terre... Tots els oficials del govern, el mercaders més rics i les persones de consideració vivien a la fortalesa, i els mariners i la població de inferior rang habitava als suburbis. Els porcs tenien dificultat per deambular per tota la ciutat; eren criats en uns rentadors públics; els naturals era amants dels gossos que infestaven els carrers. | » |

Durant la primera Guerra Anglo-birmana (1824-1826) Rangoon fou ocupada pels britànics (1825) que la van evacuar el 1827 d'acord amb el que s'estableix en el tractat de Yandabu. El 1840 la ciutat fou descrita com poc conflictiva i gens pobre, dissipant la suggestió excitada per anteriors narratives. El 1841 el rei Kun-baung-min, més conegut com a príncep Tharawadi, va ordenar traslladar la muralla d'estaques a un lloc a dos km de la ciutat anomenat Ok-ka-la-ba, i el trasllat de Rangoon a aquest lloc, que seria anomenat en endavant pel seu nom d'Ok-ka-laba i no pas Rankun; en part fou obeït i els edificis principals i els del govern foren posats en el nou emplaçament.
Allí els van trobar els britànics quan l'abril de 1852 van ocupar per segona vegada la ciutat durant la segona Guerra Anglo-birmana. Al cap de sis mesos ja s'havien pres mesures per construir carrers regulars, aixecar el nivell i conduir el riu. Pràcticament va sorgir una nova ciutat. Un acantonament (campament militar) es va establir al nord. La pagoda Shwe-Dagon va quedar dins els seus límits i el turó on està situada fou fortificat; a l'est de la pagoda hi havia el gran Llac Reial; una estació de ferrocarril es va construir al centre de la ciutat que fou dividida en 11 barris; a la riba dreta del Hlaing el barri de Da-la hi havia els molls i les drassanes. A la ciutat pròpia hi havia els edificis administratius, entre els quals la cort de justícia, telègrafs i correus, banc de Bengala, Esglésies catòlica i anglicana, duanes, etc. Entre els edificis singulars la pagoda de Tsu-lai a la Plaça Fytche, un tanc d'aigua en un espai obert rodejat d'arbres. A l'est hi havia el punt d'unió entre els rius Hlaing i el torrent Pu-zun-daung conegut com a Monkey Point, amb una bateria; a la riba del riu camps de cultiu d'arròs i altres i algunes serradores; altres edificis de nota eren un manicomi, la presó, l'hospital, els Agri-Horticultural Society's Gardens, el museu Phayre, l'escola superior, el col·legi de Sant Joan, L'escola dioscesana i altres.
La municipalitat es va crear el 31 de juliol de 1874 i el sistema d'elecció es va introduir el 1882-1883. Al comitè municipal es van deure alguns mercats, l'abastiment d'aigua del Llac Reial (i després d'un embassament a Kokaing des de 1883), la il·luminació dels carrers amb llums de querosè i altres.
El 1879 es va decidir la seva separació del districte de Pegu (també anomenat districte de Rangoon per ser aquesta la capital), i el 1883 es va fer efectiva i es van formar el districte d'Hanthawaddy (o Pegu) i el de Rangoon formar per la mateixa ciutat que es va constituir al mateix temps en districte. La població era el 1795 d'uns 25.000 habitants; el 1812 de 8.2150; el 1852 tornava a ser d'uns 25.000; el 1872 era de 89.897 i el 1880 s'estimaven uns 110.700; el cens de 1881 va donar 134.176 dels quals 115.136 a la municipalitat, 9.652 al campament militar i 9.388 al port. L'administració del districte va quedar en mans d'un subcomissionat dependent del comissionat de Baixa Birmània que era magistrat de districte i estava assistit per un magistrat de l'acantonament i tres magistrats de subdivisió. El districte aleshores una superfície de 57 km² i la població esmentada que el 1883 estava basada en el cens de 1881 (de 134.176 habitants).
El 1893 hi van haver uns disturbis causat per incidents menors. El 1901 s'esmenten com a gran suburbis Kemmendine i Pazundaung a la part esquerra o nord del riu Rangoon, i al sud els de Dala, Kamakasit, Kanaungto i Seikgyi. La població el 1891 era de 180.324 habitants i el 1901 de 234.881 (la sisena ciutat de l'Índia Britànica després de Calcuta, Bombai, Madras, Hyderabad i Lucknow). El port va passar a estar administrat pel Port Trust constituït sota la Rangoon Port Act de 1905.

## Demografia
La població ha crescut molt ràpidament: 
- 1911 	295.000 	19,0%
- 1921 	340.000 	15,3%
- 1931 	400.000	 17,6%
- 1941 	500.000 	25,0%
- 1950 	1.300.002 	160,4%
- 1960 	1.592.000	22,3%
- 1970 	1.946.000 	22,2%
- 1980 	2.378.000 	22,2%
- 1990 	2.907.000 	22,2%
- 2000 	3.553.000 	22,2%
- 2007 	4.088.000 	15,1%
- 2010 	4.348.000 	6,4%
- 2020 	5.361.000	23,3% (estimació)
- 2025 	5.869.000 	9,5% (estimació)

## Clima
| Temperatures i precipitacions mitjanes de Yangon (Rangoon), Burma | Temperatures i precipitacions mitjanes de Yangon (Rangoon), Burma | Temperatures i precipitacions mitjanes de Yangon (Rangoon), Burma | Temperatures i precipitacions mitjanes de Yangon (Rangoon), Burma | Temperatures i precipitacions mitjanes de Yangon (Rangoon), Burma | Temperatures i precipitacions mitjanes de Yangon (Rangoon), Burma | Temperatures i precipitacions mitjanes de Yangon (Rangoon), Burma | Temperatures i precipitacions mitjanes de Yangon (Rangoon), Burma | Temperatures i precipitacions mitjanes de Yangon (Rangoon), Burma | Temperatures i precipitacions mitjanes de Yangon (Rangoon), Burma | Temperatures i precipitacions mitjanes de Yangon (Rangoon), Burma | Temperatures i precipitacions mitjanes de Yangon (Rangoon), Burma | Temperatures i precipitacions mitjanes de Yangon (Rangoon), Burma | Temperatures i precipitacions mitjanes de Yangon (Rangoon), Burma |
| Mes                                                               | Gen                                                               | Feb                                                               | Mar                                                               | Abr                                                               | Mai                                                               | Jun                                                               | Jul                                                               | Ago                                                               | Set                                                               | Oct                                                               | Nov                                                               | Des                                                               |                                                                   |
| ----------------------------------------------------------------- | ----------------------------------------------------------------- | ----------------------------------------------------------------- | ----------------------------------------------------------------- | ----------------------------------------------------------------- | ----------------------------------------------------------------- | ----------------------------------------------------------------- | ----------------------------------------------------------------- | ----------------------------------------------------------------- | ----------------------------------------------------------------- | ----------------------------------------------------------------- | ----------------------------------------------------------------- | ----------------------------------------------------------------- | ----------------------------------------------------------------- |
| Mitjana més altes °C (°F)                                         | 32 (90)                                                           | 33 (91)                                                           | 36 (97)                                                           | 36 (97)                                                           | 33 (91)                                                           | 30 (86)                                                           | 29 (84)                                                           | 29 (84)                                                           | 30 (86)                                                           | 31 (88)                                                           | 31 (88)                                                           | 31 (88)                                                           |                                                                   |
| Mitjana més baixes °C (°F)                                        | 18 (64)                                                           | 19 (66)                                                           | 22 (72)                                                           | 24 (75)                                                           | 25 (77)                                                           | 24 (75)                                                           | 24 (75)                                                           | 24 (75)                                                           | 24 (75)                                                           | 24 (75)                                                           | 23 (73)                                                           | 19 (66)                                                           |                                                                   |
| Precipitació mm (inches)                                          | 3 (0.12)                                                          | 5 (0.2)                                                           | 8 (0.31)                                                          | 51 (2.01)                                                         | 307 (12.09)                                                       | 480 (18.9)                                                        | 582 (22.91)                                                       | 528 (20.79)                                                       | 394 (15.51)                                                       | 180 (7.09)                                                        | 69 (2.72)                                                         | 3 (0.12)                                                          |                                                                   |
| Font: BBC Weather {{{accessdate}}}                                |                                                                   |                                                                   |                                                                   |                                                                   |                                                                   |                                                                   |                                                                   |                                                                   |                                                                   |                                                                   |                                                                   |                                                                   |                                                                   |

## Administració
La ciutat està administrada per la Yangon City Development Committee (YCDC). La ciutat està dividida en quatre districtes amb 33 townships. Les Myo-thit (literalment "noves ciutats", o ciutats satel·lits) no estan dins la seva jurisdicció.
| Western                                                                                     | Eastern | Southern                                                                 | Northern                                                                        |
| ------------------------------------------------------------------------------------------- | --- | ------------------------------------------------------------------------ | ------------------------------------------------------------------------------- |
| - Ahlon - Bahan - Dagon - Kyauktada - Kyimyindaing - Lanmadaw - Latha - Pabedan - Sanchaung | - Botataung - Dagon Seikkan - East Dagon - Mingala Taungnyunt - North Dagon - North Okkalapa - Pazundaung - South Dagon - South Okkalapa - Thingangyun | - Dala - Dawbon - Seikkan - Seikkyi Kanaungto - Tamwe - Thaketa - Yankin | - Insein - Hlaing - Hlaingthaya - Kamayut - Mayangone - Mingaladon - Shwepyitha |

Yangon és membre de l'Asian Network of Major Cities 21 (Xarxa de les 21 ciutats més grans d'Àsia).

## Llocs d'interès

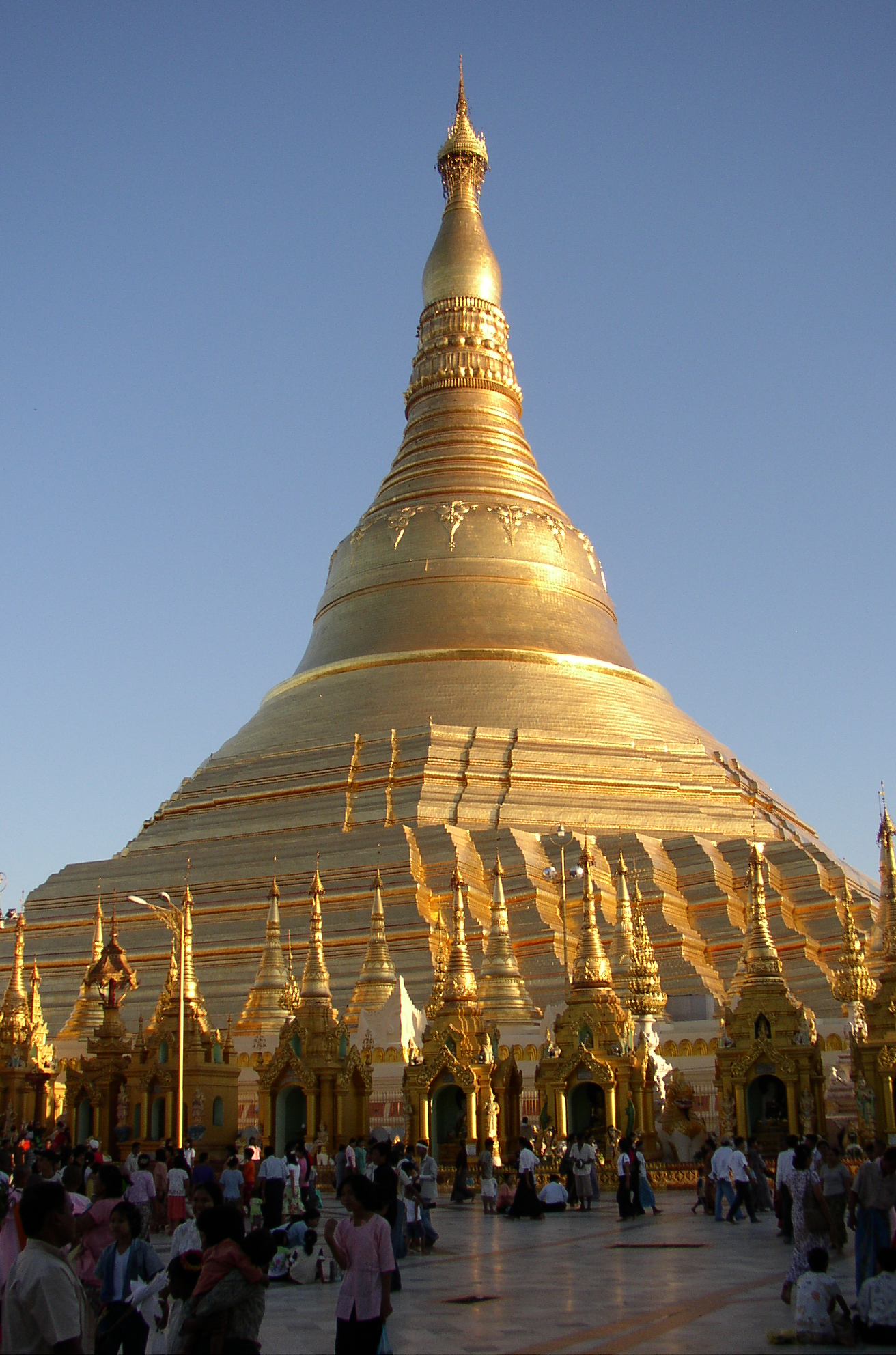
La pagoda de Shwedagon, a Yangon

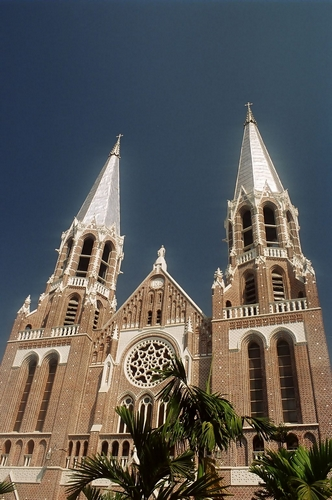
La catedral de Santa Maria a Bo Aung Kyaw Road

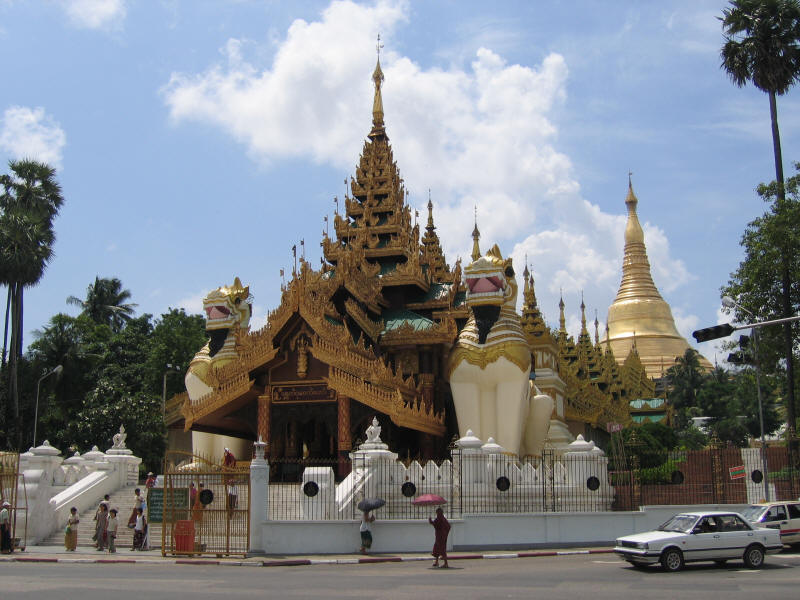
Porta sud de la pagoda Shwe Dagon

### Pagodes
- Shwedagon
- Sule
- Botataung
- Chaukhtatgyi
- Kyaukdawgyi
- Kabaaye

### Diversos
- Cementiri de Guerra Taukkyan (Allied War Memorial)
- Mercat Bogyoke (Scott's Market)
- Llac Inya (antic Lake Victoria)
- Llac Kandawgyi (antic Royal Lake)
- Hlawga National Park
- Maha Bandula Park
- People’s Square i People's Park
- Catedral de Santa Maria
- Universitat de Yangon
- Jardins zoològics de Yangon (Zoo)

### Museus i galeries d'art
- Museu Nacional de Myanmar
- Defence Services Museum de Yangon
- Museu Myanmar Gems
- Museu Bogyoke Aung San
- Museu Yangon Drugs Elimination
- Planetarium

### Llocs de música i teatre
- Yangon National Theatre
- Myanmar Convention Centre

## Agermanaments
- Kunming, Yunnan, Xina (2008)
- Nanning, Guangxi, Xina (2009)
- Yangzhou, Jiangsu, Xina (1997)

## Galeria

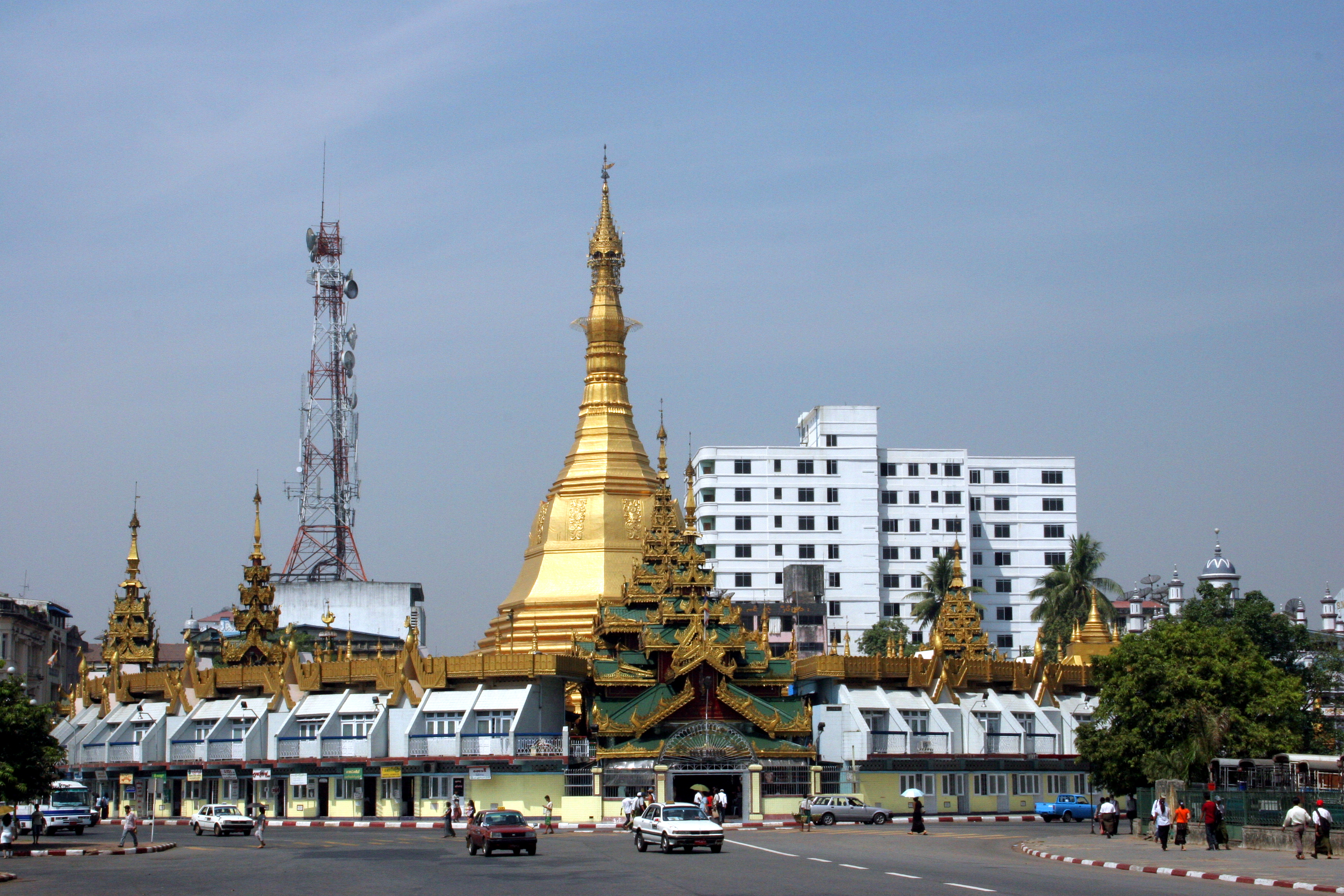
Sule, Pagoda
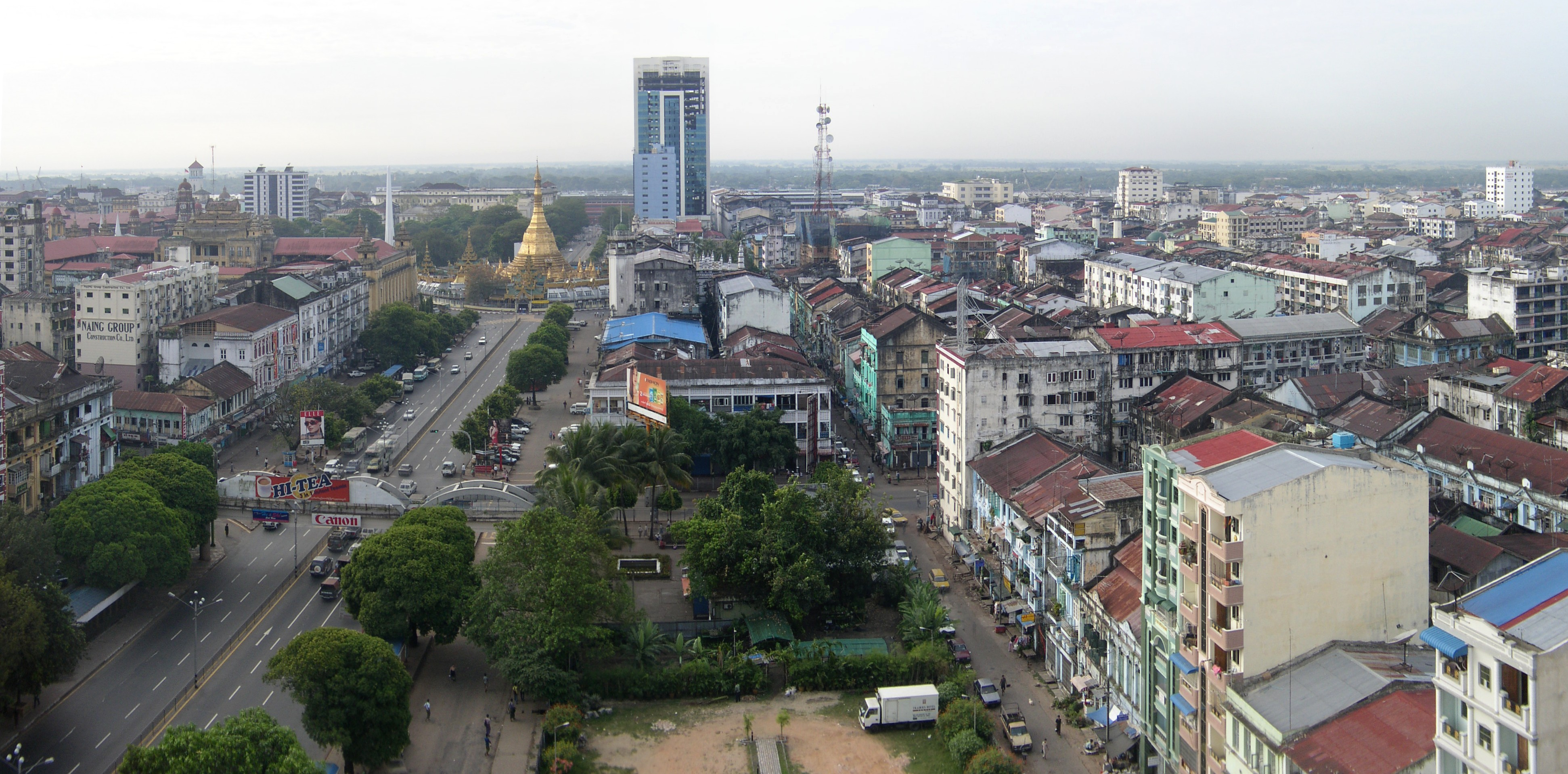
Rangon enfront de la Pagoda Sule i el riu Hlaing
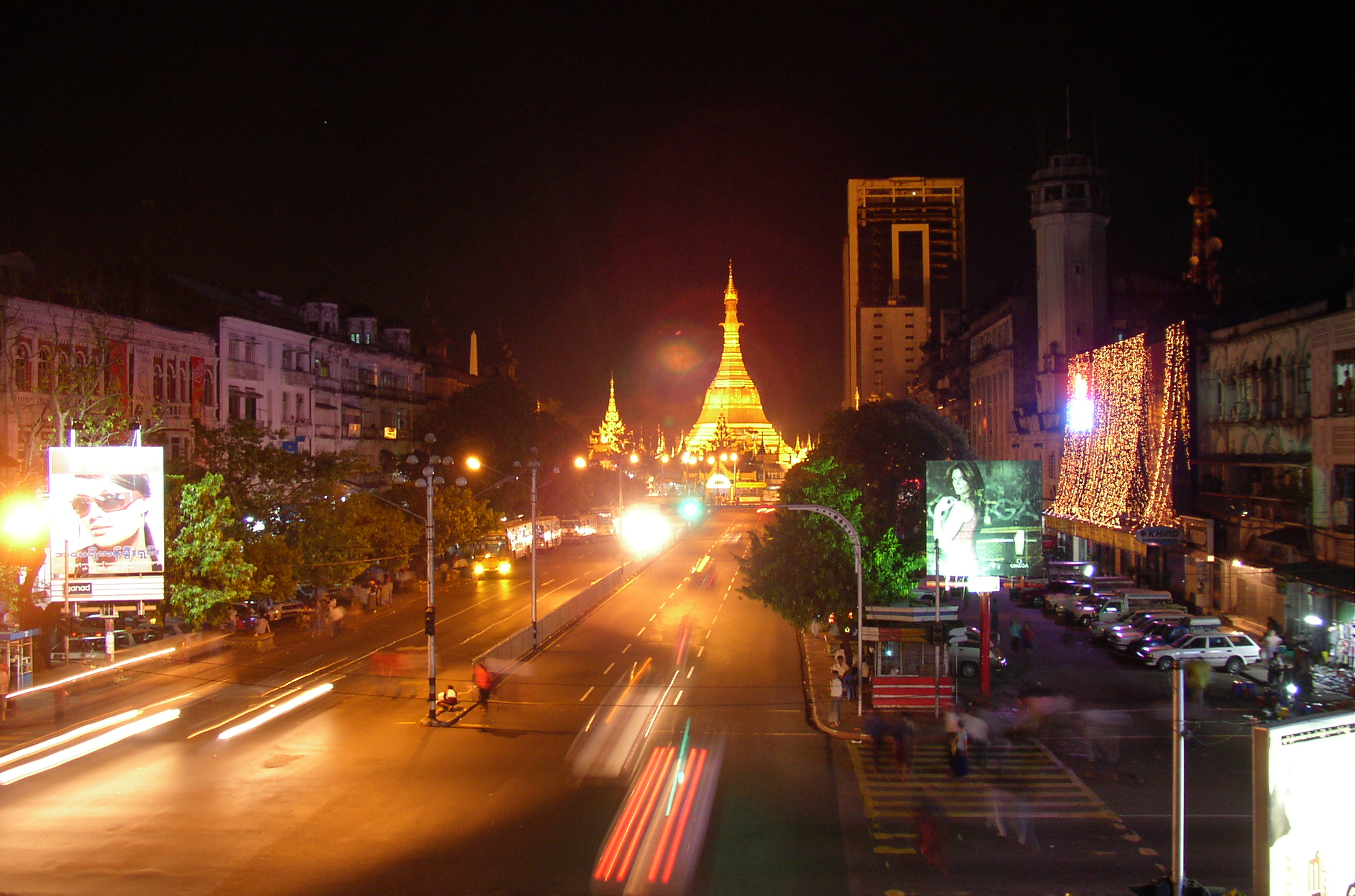
Rangoon de nit
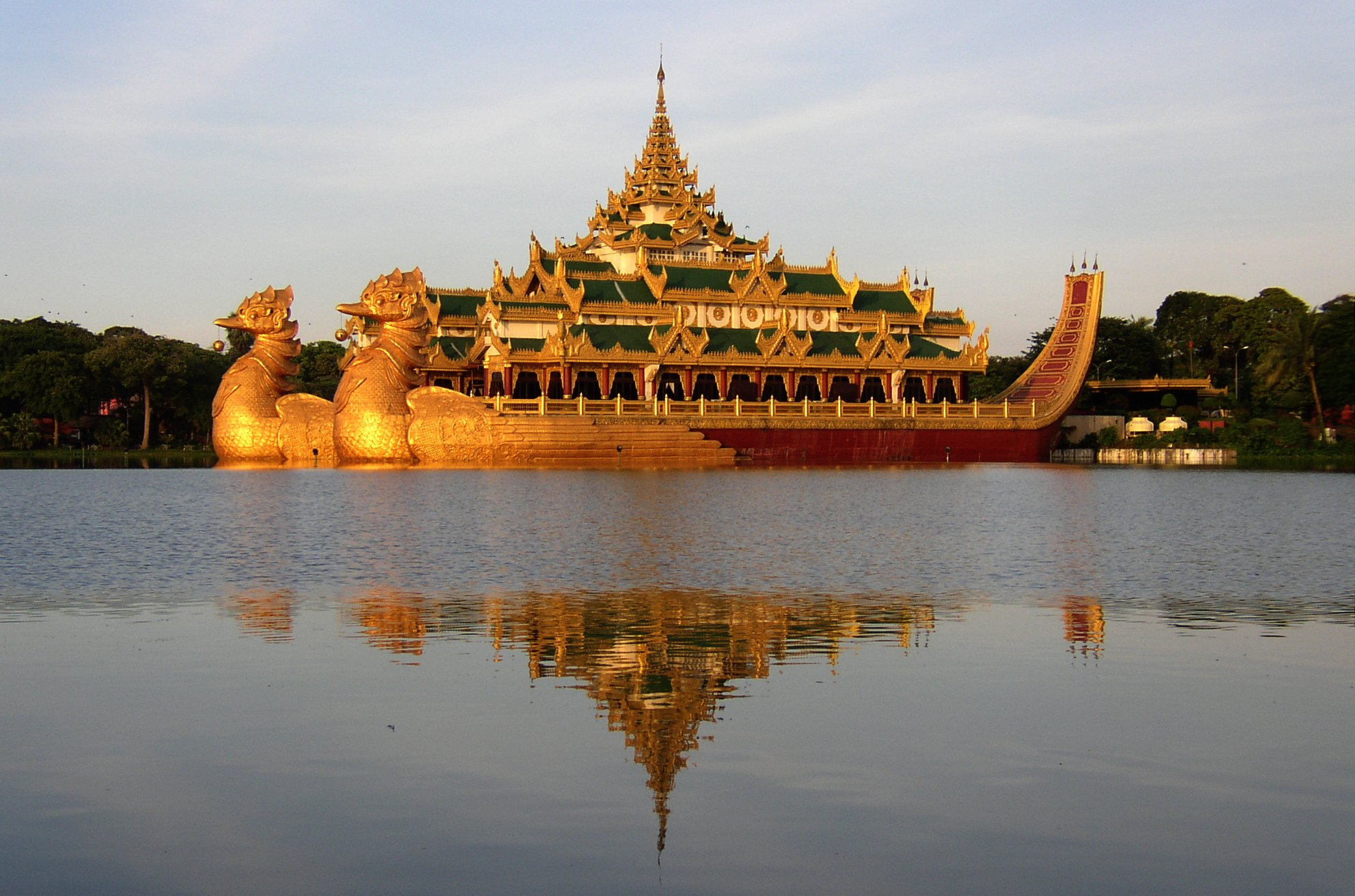
Palau Karaweik al llac Kandawgyi
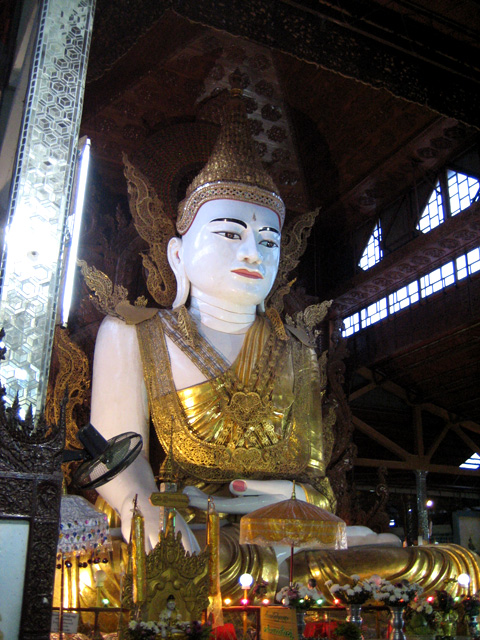
Imatge del Buda de Ngahtatgyi
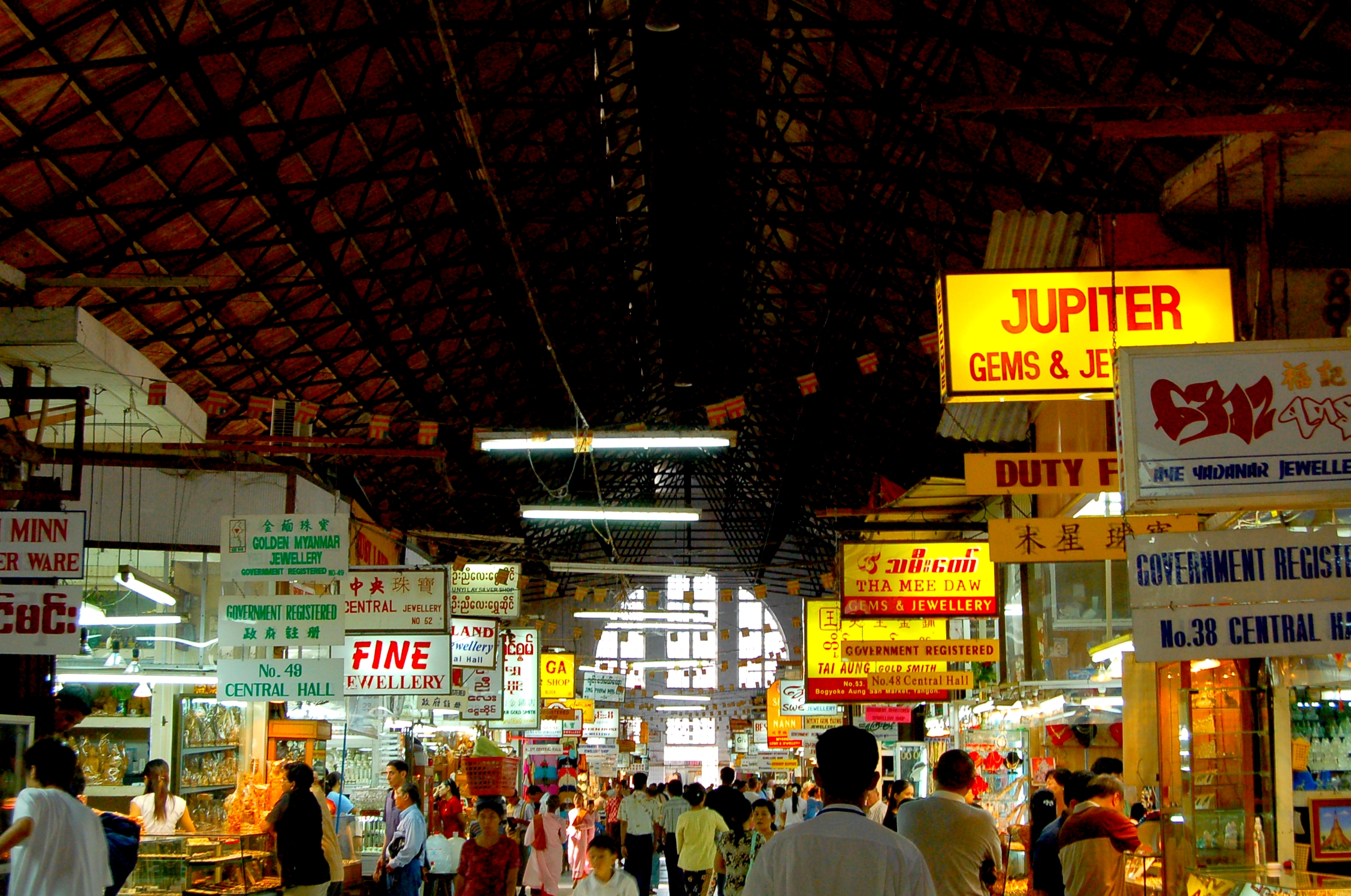
Mercat de joies
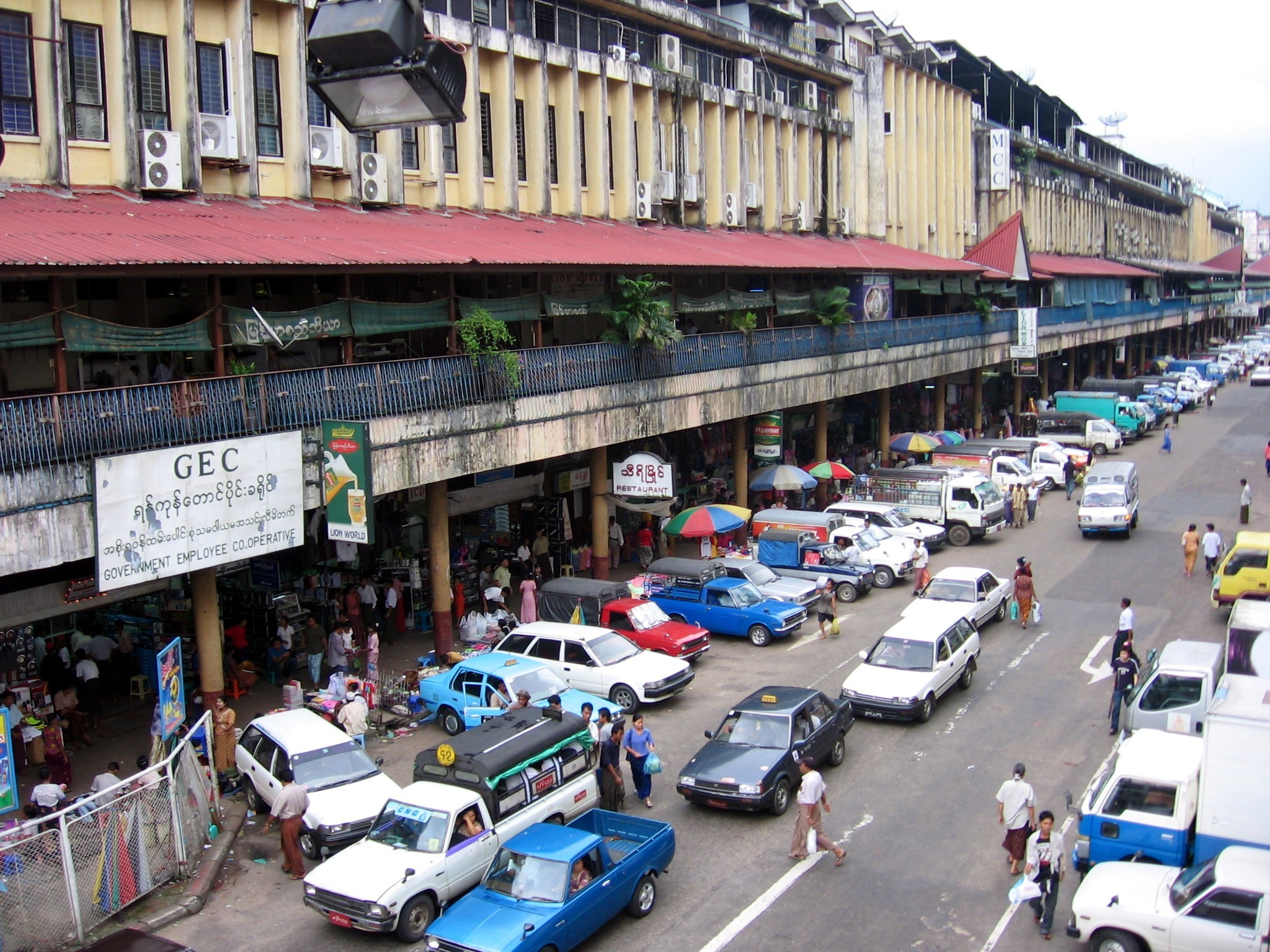
Mercat local
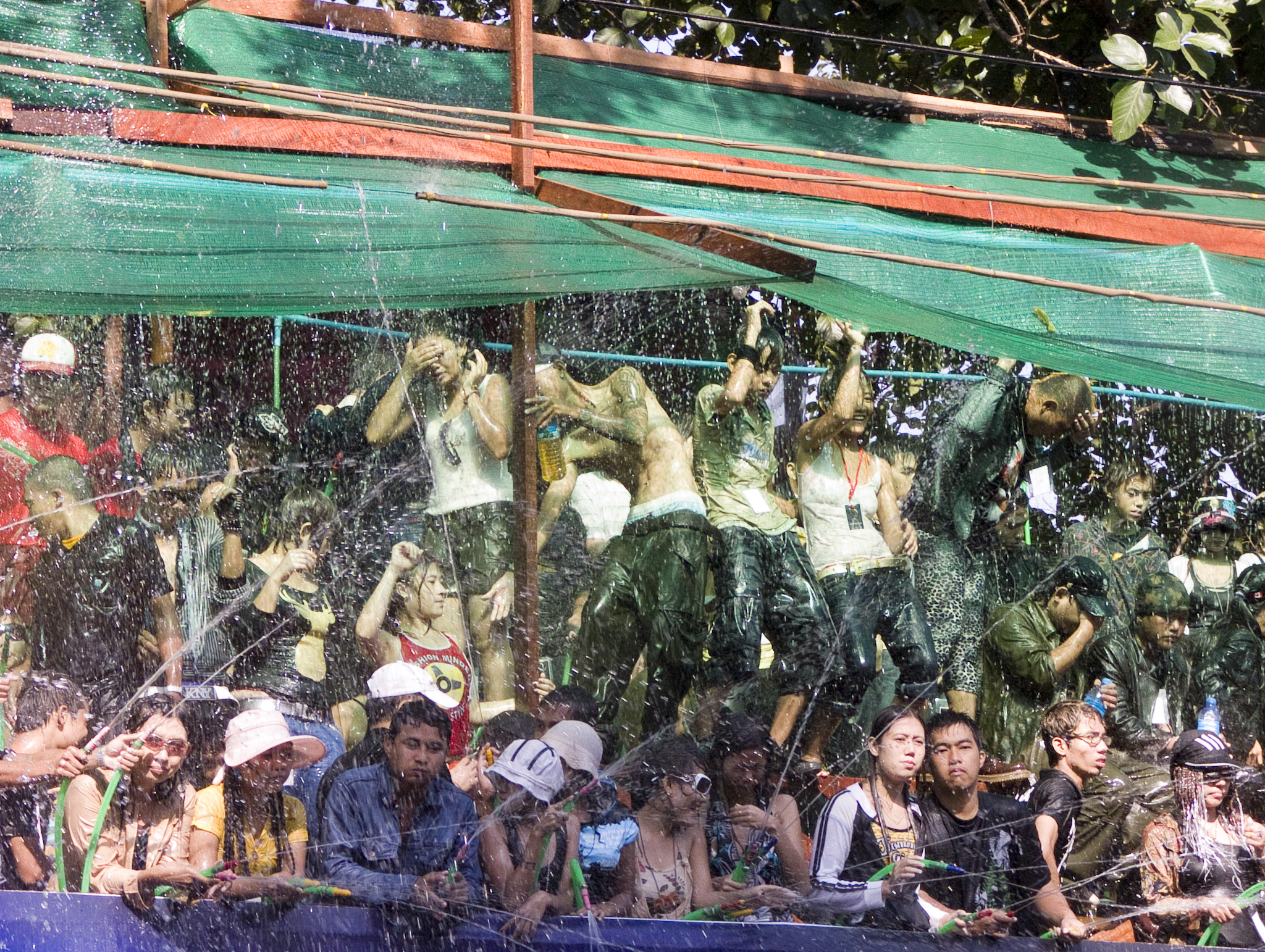
Thingyan, any nou birmà
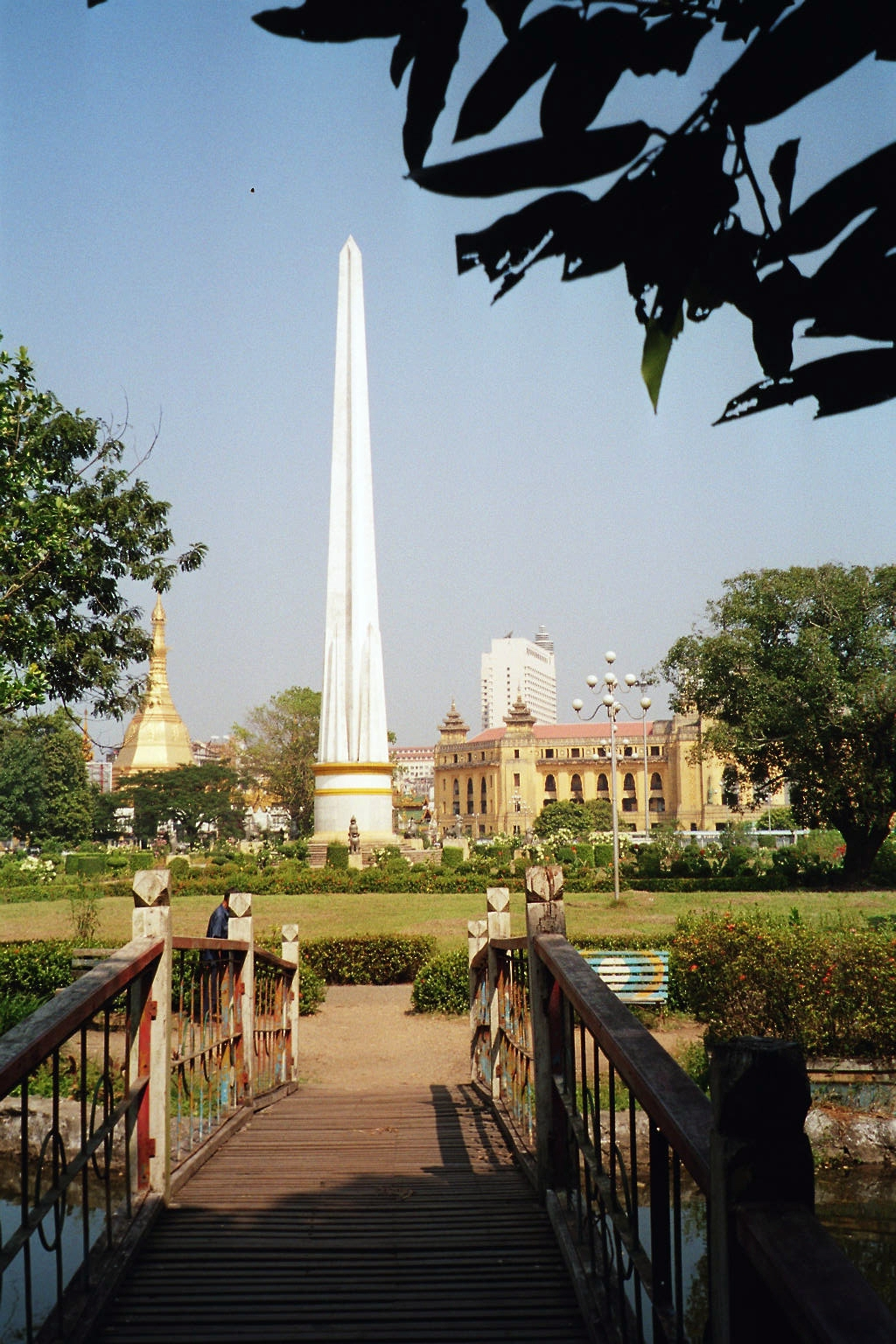
Monument de la Independència
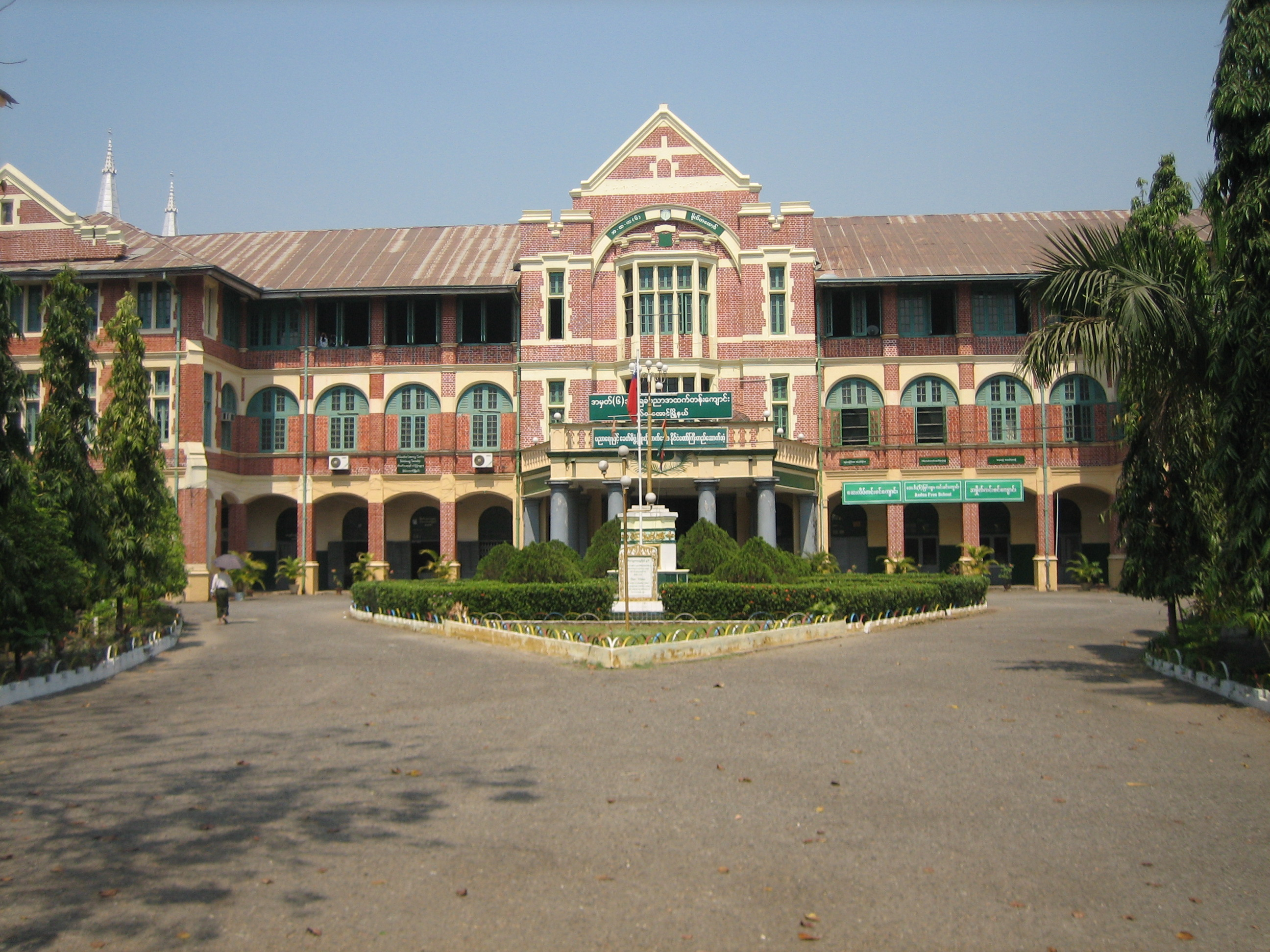
Escola